# Sadako 3D
Sadako 3D (貞子3D) és una pel·lícula de terror sobrenatural del 2012 dirigida per Tsutomu Hanabusa, basada en la novel·la S de Koji Suzuki.

## Argument
Un misteriós home vestit de blanc deixa caure una dona de cabells llargs a un pou. El pou és ple de dones, totes amb els cabells llargs, totes vestides amb vestits de nit.
Tretze anys després de la pel·lícula original, dos suïcidis fan que el detectiu Koiso i la seva parella investiguin una sèrie de morts misterioses. Les morts impliquen vídeos reproduïts en dispositius; just abans de les morts, una veu diu: "No ets tu". Tot i que en Koiso no està convençut, la seva parella dedueix que les morts són el resultat d'un vídeo maleït que l'artista en línia Seiji Kashiwada va crear.
Akane Ayukawa, una mestra d'una escola que va morir, descobreix que la millor amiga de l'escola, Risa, havia estat mirant el vídeo maleït. El vídeo s'havia suprimit, però el missatge Error 404 al seu seguit demana que el vídeo es reprodueixi quan l'espectador està sol. En ell, Kashiwada es deixa matar per una dona de cabells llargs. Quan acaba el vídeo, la Risa és atacada; l'Akane arriba just a temps per salvar-la. El fantasma li diu a l'Akane que ella és "la única". L'Akane crida i l'ordinador es destrueix. Mentrestant, Koiso i la seva parella exploren l'apartament de Kashiwada, observant els mobles i el paper pintat decoratiu, que semblen un conjunt. La patrona assenyala que tot és superficial.
L'Akane és una telecinètica que va mostrar el seu poder fa anys quan un maníac va atacar la seva escola secundària. Tot i que va salvar l'escola, va ser titllada de monstre. Takanori Andō, fill de Mitsuo Andō de la pel·lícula anterior, i un noi que aprecia les seves habilitats, creix fins a ser el seu xicot. Aviat s'adona que el vídeo està dirigit a ella quan, a casa seva, es reprodueix el vídeo i apareix la dona. Diverses pantalles mostren la dona atacant. En Takanori i l'Akane corren cap a un carrer, on es creuen a salvo, però un gran camió amb pantalla LCD mostra una versió gegant del fantasma, que s'enduu en Takanori.
Fins que la seva parella se suïcida davant seu, el detectiu Koiso continua dubtant de l'existència de la pel·lícula, fins i tot quan es revela que l'emissió original del vídeo en línia va matar els seus primers espectadors i empleats del lloc on es va penjar. Koiso es dirigeix cap a l'apartament de Kashiwada, amb ganes de trobar respostes. Descobreix que el fons de pantalla és una horda de papallones blanques que amaguen notes i història. Kashiwada havia estat intentant ressuscitar Sadako Yamamura, com a venjança contra la població humana per perseguir-lo. Inicialment va segrestar dones de cabell llarg i les va llençar al pou, vives. Tanmateix, quan es va revelar que no es podia trobar un cos d'aquesta manera, va orquestrar el "vídeo maleït" perquè el vídeo trobés l'amfitrió perfecte per a ella.
Koiso troba l'Akane, a qui havia interrogat anteriorment, i tots dos viatgen a l'antiga casa Yamamura. Ja no té la fonda, i al costat del pou hi havia un "nou" centre comercial decrèpit. En apropar-se al pou, apareix un facsímil de Sadako d'aspecte estrany i ataca en Koiso, mossegant-li el coll. Les dones que havien estat llençades al pou s'havien convertit en versions imperfectes de Sadako. Ataquen a l'Akane, però amb sigil·lació i resistència, l'Akane s'imposa contra les imperfectes Sadakos.
Quan arriba al centre de l'edifici abandonat, descobreix que la Takanori ha quedat atrapada en un telèfon mòbil al centre de l'habitació. Arriba una legió de Sadakos imperfectes, però la seva por activa els seus poders telecinètics, que els delma. L'Akane és transportada al terrat on l'"autèntica" Sadako ha estat esperant. Sadako diu que són exactament iguals, cosa que Akane nega; Sadako utilitza els seus poders per destruir, mentre ella ajuda la gent. En veure en Takanori amb un ganivet a la gola, l'Akane es canvia per la seva vida. Sadako accepta i s'endinsa en ella. L'Akane està coberta amb una gran quantitat de cabells del fantasma i està enterrada dins d'ell.
Takanori, ara lliure de l'esclavitud de Sadako, destrueix el telèfon. El sostre cedeix i l'Akane cau a terra sota els cabells de la Sadako, però ella s'escapa amb vida. En una escena de crèdits mitjans, es va demostrar que just fora de l'edifici al costat del pou, el propietari de Kashiwada s'allunya i les seves paraules: "No és tot artificial?" eco. A l'escena post-crèdits, la introducció al vídeo de Kashiwada es reprodueix de nou, però la seva introducció canvia: "Aquí tornem".

## Repartiment
- Satomi Ishihara com Akane Ayukawa
- Koji Seto com a Takanori Ando
- Yusuke Yamamoto com a Seiji Kashiwada
- Ryosei Tayama com el detectiu Koiso
- Ai Hashimoto com a Sadako Yamamura

## Seqüeles
Una seqüela de Sadako 3D, titulada Sadako 3D 2, es va estrenar el 30 d'agost de 2013.